# Jennifer Capriati
Jennifer Marie Capriati (ur. 29 marca 1976 w Nowym Jorku), tenisistka amerykańska, mistrzyni US Open z 1989 roku w grze pojedynczej dziewcząt, mistrzyni olimpijska 1992, zwyciężczyni trzech turniejów wielkoszlemowych w grze pojedynczej.

## Kariera tenisowa
Trenowana przez ojca Stefano (pochodzenia włoskiego), rozpoczęła karierę w młodym wieku. Jako 13-latka osiągnęła pierwszy finał w tenisie zawodowym (w Hilton Head) i pokonała klasyfikowaną w czołowej dziesiątce na świecie Czeszkę Heleną Sukovą (1990). W ciągu kolejnych miesięcy 1990 została najmłodszą w historii zawodniczką notowaną w najlepszej dziesiątce rankingu światowego (nr 8 na koniec sezonu), a także najmłodszą półfinalistką wielkoszlemową (French Open) oraz najmłodszą rozstawioną zawodniczką na Wimbledonie. Wygrała również pierwszy turniej (Portoryko), pokonując w finale Amerykankę Zinę Garrison.
Odnosiła liczne sukcesy przez kolejne dwa lata. Była m.in. w półfinale Wimbledonu (pokonała w ćwierćfinale Martinę Navrátilovą, dla której była to najszybsza porażka w tym turnieju od 14 lat), trzech ćwierćfinałach wielkoszlemowych w 1992 oraz zdobyła złoto na igrzyskach olimpijskich w Barcelonie 1992 w grze pojedynczej, po zwycięstwie w finale nad Niemką Steffi Graf w trzech setach.
W 1993 nastąpiło załamanie kariery Capriati. Do słabszych wyników sportowych doszły problemy osobiste – oskarżenie o kradzież i posiadanie marihuany. W styczniu 1994 wypadła z czołowej dziesiątki na świecie, w 1995 w ogóle nie brała udziału w turniejach cyklu zawodowego WTA Tour.
Podjęła próbę powrotu do zawodowego tenisa w 1996. W styczniu 2000 dotarła do półfinału Australian Open (przegrała z Lindsay Davenport), we wrześniu t.r. wygrała turniej w Luksemburgu. W styczniu 2001 zdobyła po raz pierwszy mistrzostwo wielkoszlemowe – Australian Open – po pokonaniu w finale Szwajcarki Martiny Hingis. W czerwcu 2001 wygrała również French Open, pokonując w decydującym meczu Belgijkę Kim Clijsters. 15 października 2001, po dotarciu do półfinałów kolejnych turniejów wielkoszlemowych (Wimbledon i US Open) została liderką rankingu światowego. Ostatni turniej wielkoszlemowy wygrała w styczniu 2002, broniąc z powodzeniem tytułu w Australian Open; w dramatycznym meczu finałowym ponownie okazała się lepsza od Hingis (4:6, 7:6, 6:2), broniąc kilku piłek meczowych.
W kolejnych latach wygrała m.in. turniej w New Haven (2003), utrzymując się nadal w czołowej dziesiątce. W 2004 była w półfinałach French Open i US Open oraz w ćwierćfinale Wimbledonu (z powodu kontuzji nie startowała w Australian Open). Do końca 2004 wygrała 14 turniejów w grze pojedynczej oraz 1 w grze podwójnej (w parze z Monicą Seles triumfowała w Italian Open w Rzymie w 1991).
Wycofała się z Australian Open w 2005 roku i 27 stycznia przeszła operację kontuzjowanego ramienia. Żmudna rehabilitacja wykluczyła ją z kolejnych turniejów i w efekcie nie wystartowała do końca roku. W ostatnim rankingu sezonu, który ukazał się 6 listopada, została sklasyfikowana na miejscu dziesiątym (specjalny ranking dla czołowych zawodników kontuzjowanych). Od tego momentu ani razu nie pojawiła się na światowych kortach. W styczniu 2007 roku Jennifer przyznała, że nie ma nadziei na powrót do zawodowego tenisa. Pierwszy powód to wiek – trzydzieści lat, kolejny – następna operacja.
W 2013 roku oskarżono ją o prześladowanie oraz pobicie swojego byłego chłopaka.

## Finały wielkoszlemowe w grze pojedynczej

### Wygrane (3)
| Rok  | Turniej             | Przeciwniczka w finale | Wynik           |
| 2001 | Australian Open     | Martina Hingis         | 6:4, 6:3        |
| 2001 | French Open         | Kim Clijsters          | 1:6, 6:4, 12:10 |
| 2002 | Australian Open (2) | Martina Hingis         | 4:6, 7:6, 6:2   |

## Historia występów wielkoszlemowych
Legenda
     W, wygrany turniej
     F, przegrana w finale
     SF, przegrana w półfinale
     QF, przegrana w ćwierćfinale
     xR, przegrana w x rundzie
      A, brak startu
     NH, turniej się nie odbył

### Występy w grze pojedynczej
| Australian Open        | A  | A  | QF | QF | A | A | A  | 1R | A   | 2R | SF | W  | W  | 1R | A  | 2 / 8  | 28 – 6   |  |  |  |  |  |  |  |  |  |  |  |  |  |  |  |  |  |  |  |  |
| French Open            | SF | 4R | QF | QF | A | A | 1R | A  | A   | 4R | 1R | W  | SF | 4R | SF | 1 / 11 | 39 – 10  |  |  |  |  |  |  |  |  |  |  |  |  |  |  |  |  |  |  |  |  |
| Wimbledon              | 4R | SF | QF | QF | A | A | A  | A  | 2R  | 2R | 4R | SF | QF | QF | QF | 0 / 11 | 38 – 11  |  |  |  |  |  |  |  |  |  |  |  |  |  |  |  |  |  |  |  |  |
| US Open                | 4R | SF | 3R | 1R | A | A | 1R | 1R | 1R  | 4R | 4R | SF | QF | SF | SF | 0 / 13 | 35 – 13  |  |  |  |  |  |  |  |  |  |  |  |  |  |  |  |  |  |  |  |  |
|                        |    |    |    |    |   |   |    |    |     |    |    |    |    |    |    |        |          |  |  |  |  |  |  |  |  |  |  |  |  |  |  |  |  |  |  |  |  |
| Ranking na koniec roku | 8  | 6  | 7  | 9  | – | – | 24 | 66 | 101 | 23 | 14 | 2  | 3  | 6  | 10 | 3 / 43 | 140 – 40 |  |  |  |  |  |  |  |  |  |  |  |  |  |  |  |  |  |  |  |  |

### Występy w grze podwójnej
| Australian Open        | A   | A  | A   | A   | A | A | A | 2R | A   | A   | 3R | 2R | A   | A | A | 0 / 3  | 4 – 3   |  |  |  |  |  |  |  |  |  |  |  |  |  |  |  |  |  |  |  |  |
| French Open            | 1R  | A  | A   | A   | A | A | A | A  | A   | A   | 3R | 3R | A   | A | A | 0 / 3  | 4 – 3   |  |  |  |  |  |  |  |  |  |  |  |  |  |  |  |  |  |  |  |  |
| Wimbledon              | 2R  | 3R | A   | A   | A | A | A | A  | A   | A   | 3R | A  | 2R  | A | A | 0 / 4  | 6 – 4   |  |  |  |  |  |  |  |  |  |  |  |  |  |  |  |  |  |  |  |  |
| US Open                | 1R  | A  | A   | A   | A | A | A | A  | 1R  | 1R  | 2R | QF | A   | A | A | 0 / 5  | 4 – 5   |  |  |  |  |  |  |  |  |  |  |  |  |  |  |  |  |  |  |  |  |
|                        |     |    |     |     |   |   |   |    |     |     |    |    |     |   |   |        |         |  |  |  |  |  |  |  |  |  |  |  |  |  |  |  |  |  |  |  |  |
| Ranking na koniec roku | 122 | 33 | 156 | 263 | – | – | – | –  | 854 | 199 | 58 | 68 | 166 | – | – | 0 / 15 | 18 – 15 |  |  |  |  |  |  |  |  |  |  |  |  |  |  |  |  |  |  |  |  |

### Występy w grze mieszanej
| Australian Open | A | A | A  | A | A | A | A | 2R | A | A | A  | A  | A  | A | A  | 0 / 1 | 1 – 1 |  |  |  |  |  |  |  |  |  |  |  |  |
| French Open     | A | A | A  | A | A | A | A | A  | A | A | A  | A  | 1R | A | A  | 0 / 1 | 0 – 1 |  |  |  |  |  |  |  |  |  |  |  |  |
| Wimbledon       | A | A | QF | A | A | A | A | A  | A | A | 2R | 1R | A  | A | 2R | 0 / 4 | 5 – 4 |  |  |  |  |  |  |  |  |  |  |  |  |
| US Open         | A | A | A  | A | A | A | A | A  | A | A | A  | 1R | A  | A | A  | 0 / 1 | 0 – 1 |  |  |  |  |  |  |  |  |  |  |  |  |
|                 |   |   |    |   |   |   |   |    |   |   |    |    |    |   |    |       |       |  |  |  |  |  |  |  |  |  |  |  |  |
|                 |   |   |    |   |   |   |   |    |   |   |    |    |    |   |    | 0 / 7 | 6 – 7 |  |  |  |  |  |  |  |  |  |  |  |  |

## Finały turniejów WTA
| Legenda                | Legenda |
| ---------------------- | ------- |
| Wielki Szlem           |         |
| Igrzyska olimpijskie   |         |
| WTA Tour Championships |         |
| 1988 – 2008            |         |
| Kategoria I            |         |
| Kategoria II           |         |
| Kategoria III          |         |
| Kategoria IV           |         |
| Kategoria V            |         |

### Gra pojedyncza 31 (14–17)
| Końcowy wynik | Nr  | Data                 | Turniej         | Nawierzchnia    | Przeciwniczka       | Wynik finału     |
| ------------- | --- | -------------------- | --------------- | --------------- | ------------------- | ---------------- |
| Finalistka    | 1.  | 11 marca 1990        | Boca Raton      | Twarda          | Gabriela Sabatini   | 4:6, 5:7         |
| Finalistka    | 2.  | 8 kwietnia 1990      | Hilton Head     | Ceglana         | Martina Navrátilová | 2:6, 4:6         |
| Zwyciężczyni  | 1.  | 28 października 1990 | Dorado          | Twarda          | Zina Garrison       | 5:7, 6:4, 6:2    |
| Zwyciężczyni  | 2.  | 4 sierpnia 1991      | San Diego       | Twarda          | Monica Seles        | 4:6, 6:1, 7:6(2) |
| Zwyciężczyni  | 3.  | 11 sierpnia 1991     | Toronto         | Twarda          | Katerina Maleewa    | 6:2, 6:3         |
| Finalistka    | 3.  | 17 listopada 1991    | Filadelfia      | Dywanowa (hala) | Monica Seles        | 5:7, 1:6         |
| Zwyciężczyni  | 4.  | 2 sierpnia 1992      | Barcelona       | Ceglana         | Steffi Graf         | 3:6, 6:3, 6:4    |
| Zwyciężczyni  | 5.  | 30 sierpnia 1992     | San Diego       | Dywanowa        | Conchita Martínez   | 6:3, 6:2         |
| Finalistka    | 4.  | 22 sierpnia 1993     | Toronto         | Twarda          | Steffi Graf         | 1:6, 6:0, 3:6    |
| Finalistka    | 5.  | 3 listopada 1993     | Chicago         | Dywanowa (hala) | Jana Novotná        | 4:6, 6:3, 1:6    |
| Finalistka    | 6.  | 12 stycznia 1997     | Sydney          | Twarda          | Martina Hingis      | 1:6, 7:5, 1:6    |
| Zwyciężczyni  | 7.  | 22 maja 1999         | Strasburg       | Ceglana         | Jelena Lichowcewa   | 6:1, 6:3         |
| Zwyciężczyni  | 8.  | 7 listopada 1999     | Québec          | Dywanowa (hala) | Chanda Rubin        | 4:6, 6:1, 6:2    |
| Zwyciężczyni  | 9.  | 1 października 2000  | Luksemburg      | Dywanowa (hala) | Magdalena Maleewa   | 4:6, 6:1, 6:4    |
| Finalistka    | 7.  | 5 listopada 2000     | Québec          | Dywanowa (hala) | Chanda Rubin        | 4:6, 2:6         |
| Zwyciężczyni  | 10. | 28 stycznia 2001     | Australian Open | Twarda          | Martina Hingis      | 6:4, 6:3         |
| Finalistka    | 8.  | 25 lutego 2001       | Oklahoma City   | Twarda (hala)   | Monica Seles        | 3:6, 7:5, 2:6    |
| Finalistka    | 9.  | 31 marca 2001        | Miami           | Twarda          | Venus Williams      | 6:4, 1:6, 6:7(4) |
| Zwyciężczyni  | 11. | 22 kwietnia 2001     | Charleston      | Ceglana         | Martina Hingis      | 6:0, 4:6, 6:4    |
| Finalistka    | 10. | 13 maja 2001         | Berlin          | Ceglana         | Amélie Mauresmo     | 4:6, 6:2, 3:6    |
| Zwyciężczyni  | 12. | 9 czerwca 2001       | French Open     | Ceglana         | Kim Clijsters       | 1:6, 6:4, 12:10  |
| Finalistka    | 11. | 19 sierpnia 2001     | Toronto         | Twarda          | Serena Williams     | 1:6, 7:6(7), 3:6 |
| Zwyciężczyni  | 13. | 27 stycznia 2002     | Australian Open | Twarda          | Martina Hingis      | 4:6, 7:6(7), 6:2 |
| Finalistka    | 12. | 3 marca 2002         | Scottsdale      | Twarda          | Serena Williams     | 2:6, 6:4, 4:6    |
| Finalistka    | 13. | 1 kwietnia 2002      | Miami           | Twarda          | Serena Williams     | 5:7, 6:7(4)      |
| Finalistka    | 14. | 18 sierpnia 2002     | Montreal        | Twarda          | Amélie Mauresmo     | 4:6, 1:6         |
| Finalistka    | 15. | 29 marca 2003        | Miami           | Twarda          | Serena Williams     | 6:4, 4:6, 1:6    |
| Finalistka    | 16. | 27 lipca 2003        | Stanford        | Twarda          | Kim Clijsters       | 6:4, 4:6, 2:6    |
| Zwyciężczyni  | 14. | 22 sierpnia 2003     | New Haven       | Twarda          | Lindsay Davenport   | 6:2, 4:0 krecz   |
| Finalistka    | 17. | 16 maja 2004         | Rzym            | Ceglana         | Amélie Mauresmo     | 6:3, 3:6, 6:7(6) |

### Gra podwójna 2 (1–1)
| Końcowy wynik | Nr | Data            | Turniej    | Nawierzchnia | Partnerka    | Przeciwniczki                  | Wynik finału |
| ------------- | -- | --------------- | ---------- | ------------ | ------------ | ------------------------------ | ------------ |
| Zwyciężczyni  | 1. | 12 maja 1991    | Rzym       | Ceglana      | Monica Seles | Nicole Bradtke Elna Reinach    | 7:5, 6:2     |
| Finalistka    | 1. | 16 czerwca 2003 | Eastbourne | Trawiasta    | Magüi Serna  | Lindsay Davenport Lisa Raymond | 3:6, 2:6     |

## Występy w Turnieju Mistrzyń

### W grze pojedynczej
| Rok  | Rezultat    | Rywalka           | Wynik         |
| 1990 | I runda     | Steffi Graf       | 3:6, 7:5, 3:6 |
| 1991 | Ćwierćfinał | Gabriela Sabatini | 1:6, 4:6      |
| 1992 | I runda     | Gabriela Sabatini | 1:6, 6:3, 4:6 |
| 2000 | I runda     | Anna Kurnikowa    | 4:6, 4:6      |
| 2001 | Ćwierćfinał | Sandrine Testud   | 3:6, 6:4, 3:6 |
| 2002 | Półfinał    | Serena Williams   | 6:2, 4:6, 4:6 |
| 2003 | Półfinał    | Kim Clijsters     | 6:4, 3:6, 0:6 |

## Występy w turnieju WTA Doubles Championships
| Rok  | Rezultat | Partnerka      | Przeciwniczki               | Wynik    |
| 1992 | Półfinał | Gigi Fernández | Łarysa Neiland Jana Novotná | 2:6, 5:7 |

## Występy w igrzyskach olimpijskich

### Gra pojedyncza
| Runda                                                                                      | Przeciwniczka                          | Wynik         |  |
| ------------------------------------------------------------------------------------------ | -------------------------------------- | ------------- |  |
|                                                                                            |                                        |               |  |
| Letnie Igrzyska Olimpijskie w Barcelonie 1992, reprezentując państwo Stany Zjednoczone [3] |                                        |               |  |
| I runda                                                                                    | Południowa Afryka: Elna Reinach [WC]   | 6:1, 6:0      |  |
| II runda                                                                                   | Argentyna: Patricia Tarabini           | 6:4, 6:1      |  |
| III runda                                                                                  | Indonezja: Yayuk Basuki                | 6:3, 6:4      |  |
| Ćwierćfinał                                                                                | Niemcy: Anke Huber [7]                 | 6:3, 7:6(1)   |  |
| Półfinał                                                                                   | Hiszpania: Arantxa Sánchez Vicario [2] | 6:3, 3:6, 6:1 |  |
| O złoty medal                                                                              | Niemcy: Steffi Graf [1]                | 3:6, 6:3, 6:4 |  |

## Finały juniorskich turniejów wielkoszlemowych

### Gra pojedyncza (2)
| Końcowy wynik | Rok  | Turniej     | Nawierzchnia | Przeciwniczka    | Wynik finału |
| Zwyciężczyni  | 1989 | French Open | Ceglana      | Eva Švíglerová   | 6:4, 6:0     |
| Zwyciężczyni  | 1989 | US Open     | Twarda       | Rachel McQuillan | 6:2, 6:3     |

### Gra podwójna (2)
| Końcowy wynik | Rok  | Turniej   | Nawierzchnia | Partnerka        | Przeciwniczki                   | Wynik finału |
| Zwyciężczyni  | 1989 | Wimbledon | Trawiasta    | Meredith McGrath | Andrea Strnadová Eva Sviglerova | 6:4, 6:2     |
| Zwyciężczyni  | 1989 | US Open   | Twarda       | Meredith McGrath | Jo-Anne Faull Rachel McQuillan  | 6:0, 6:3     |